# Pelecorhynchus deuqueti
Pelecorhynchus deuqueti är en tvåvingeart som beskrevs av Hardy 1920. Pelecorhynchus deuqueti ingår i släktet Pelecorhynchus och familjen Pelecorhynchidae. Inga underarter finns listade i Catalogue of Life.